# Nocher II van Bar
Nocher II van Bar (overleden in 1019) was graaf van Bar-sur-Aube en van 986 tot aan zijn dood graaf iure uxoris van Soissons. 

## Levensloop
Nocher II was een zoon van graaf Nocher I van Bar-sur-Aube en werd na diens dood graaf van Bar-sur-l'Aube. Zijn broer Beraud was bisschop van Soissons.
Hij huwde met Adelise, dochter en erfgename van graaf Gwijde I van Soissons. Na de dood van haar vader in 986 regeerden Adelise en Nocher samen over het graafschap Soissons.
In 1019 stierf Nocher II. Zijn zoon Nocher III volgde hem op als graaf van Bar-sur-Aube, terwijl een andere zoon Reinoud I de nieuwe graaf van Soissons werd.

## Nakomelingen
Nocher en Adelise kregen volgende kinderen:
- Nocher III (overleden in 1040), graaf van Bar-sur-Aube
- Gwijde, aartsbisschop van Reims
- Reinoud I (985-1057), graaf van Soissons